# Louise Moillon
Louise Moillon ou Louÿse Moillon, née le 25 décembre 1609 ou le 1er janvier 1610 à Paris où elle est morte le 21 décembre 1696, est une artiste peintre de natures mortes française de l'époque baroque. Elle est devenue l'une des meilleures peintres de natures mortes de son temps : son travail a été acheté par Charles Ier (roi d'Angleterre) et par des nobles français. Elle est également connue pour son style flamand présent dans ses œuvres. Elle a créé environ 40 œuvres d'art au cours de sa vie qui sont conservées dans des musées et des collections privées.

## Biographie
Louise Moillon naît à Paris fin 1609 ou début 1610, dans une famille de peintres calvinistes. Elle grandit dans le quartier Saint-Germain-des-Prés de Paris, un quartier connu comme refuge pour les protestants persécutés religieusement, venus principalement du sud des Pays-Bas. Ce quartier est également connu pour sa présence de peintres hollandais traditionnels, qui auraient pu contribuer au développement du style de peinture de Louise.
Louise Moillon a six frères et sœurs, dont l'un est le peintre Isaac Moillon, qui étudie à l'académie royale de peinture et de sculpture,. Son père, Nicolas Moillon, est paysagiste et portraitiste, marchand d'art et membre de la corporation parisienne des peintres et sculpteurs,. Sa mère, Marie Gilbert, est la fille d'un orfèvre. Elle apprend les bases de la peinture de son père, mais celui-ci meurt en 1619, quand elle est encore très jeune,. L'année suivante, sa mère se remarie avec un autre peintre de natures mortes et marchand de tableaux, François Garnier, qui continue à donner des cours à Louise et élargit son éducation artistique bien que l'on pense que d'autres personnes ont joué un rôle déterminant dans son éducation artistique. Sa mère meurt en 1630.
Louise vit à l'époque de la peinture baroque où la peinture de natures mortes commence à se développer et à prospérer. Cependant, les natures mortes prospèrent surtout sur le marché de l'art en Hollande et ne règnent pas sur le marché de l'art en France où elle réside.
En novembre 1640, Louise épouse le huguenot Étienne Girardot (de Chancourt), riche marchand de bois parisien originaire de Bourgogne. Elle ne peint pas aussi souvent après son mariage. La majorité de ses peintures ont été exécutées dans les années 1630 ; son dernier ouvrage daté est de 1674.
L'Édit de Fontainebleau (1685) discrimine toute religion autre que le catholicisme, obligeant les citoyens français à se convertir au catholicisme ; la famille de Louise en est grandement affectée. On pense que son mari est envoyé en prison après avoir refusé de se convertir. Il n'existe aucune trace de travaux de sa part après 1685.
Louise décède en France en 1696. Elle meurt sans postérité et laisse un testament ambigu qui laisse entendre la fidélité à sa foi chrétienne sans donner prise aux accusations de relaps. Elle y remercie Dieu de l'avoir « fait naître en son Église et persévérer en la religion chrétienne ». Elle est enterrée selon le rite catholique.

## Style
Assez proche de Jacques Linard, Louise Moillon occupe une place de premier plan dans le genre de la nature morte aux fruits. Certains critiques ont vu dans la petite taille, la simplicité et l’harmonie de ses compositions un témoignage de sa foi protestante à travers une célébration de la « vie silencieuse ».
Elle se spécialise dans la peinture de natures mortes, utilisant couramment de la peinture à l'huile sur toile ou panneau de bois. Elle réalise des œuvres contenant principalement des fruits qui sont généralement disposés sur des tables,. Son travail se caractérise par l'immobilité et la finesse des détails, comme la texture des fruits exotiques qui brille sur un fond sombre. Elle utilise des éléments en trompe-l'œil pour donner une illusion aux spectateurs et rendre ses peintures réalistes : le trompe-l'oeil donne à ses natures mortes davantage de texture et rendent ses peintures comparables à des images.
Elle crée également créé des rebords dans ses pièces qui s'étendent jusqu'à la fin du cadre pour renforcer l'illusion. Bien qu'elle peigne des natures mortes, des figures humaines apparaissaient parfois en arrière-plan de ses œuvres. Moillon est l'un des premiers peintres français de natures mortes avec Jacques Linard, à combiner personnages et natures mortes avant 1650,.
Elle utilise des éléments de la peinture flamande à travers l'utilisation d'éléments en trompe-l'œil et le contraste de couleurs froides et chaudes, ainsi que des aspects de la peinture de genre française, comme le montre le style de composition de ses peintures. Certaines de ses compositions picturales ont été décrites comme ayant quelque chose d'élémentaire en raison de la façon dont elle arrange les fruits.

## Notoriété
Le fait qu'elle soit très appréciée par ses contemporains est démontré par l'écrit de Georges de Scudéry (1646) qui place son nom aux côtés des peintres de natures mortes Jacques Linard et Pieter van Boucle, les comparant tous les trois à Michel-Ange, Raphaël et Titien. En 1641, elle collabore avec van Boucle et Linard à une grande composition de fruits et de fleurs.
À la mort de sa mère en 1630, elle a déjà peint de nombreuses natures mortes parfois accompagnées de figures humaines, telle La Marchande de fruits et de légumes (Paris, Musée du Louvre). Ses tableaux se répartissent en deux périodes : les œuvres de jeunesse et celles de la maturité. Entre 1630 et 1640, elle se confirme comme l'un des plus éminents peintres français de natures mortes du XVIIe siècle mais aussi comme l'une des femmes peintres les plus célèbres. L'équilibre de ses compositions tout comme l'alliance de velouté et de transparence qui caractérise ses représentations de fruits assoient son renom. Appartenant à l'élite de la société, ses commanditaires vont du surintendant des finances Claude de Bullion au roi Charles Ier d'Angleterre.

## Œuvres
Un catalogue raisonné de 69 tableaux authentiques a été établi par l'expert en peintures anciennes Dominique Alsina. Parmi eux, onze ont fait l'objet d'une monographie. Citons :
- La Marchande de fruits et légumes (1630), huile sur bois, 120 × 165 cm, Musée du Louvre[16] ;
- Coupe de cerises, prunes et melon ( vers 1633), huile sur bois, 48 × 65 cm, Musée du Louvre[17].

## Galerie

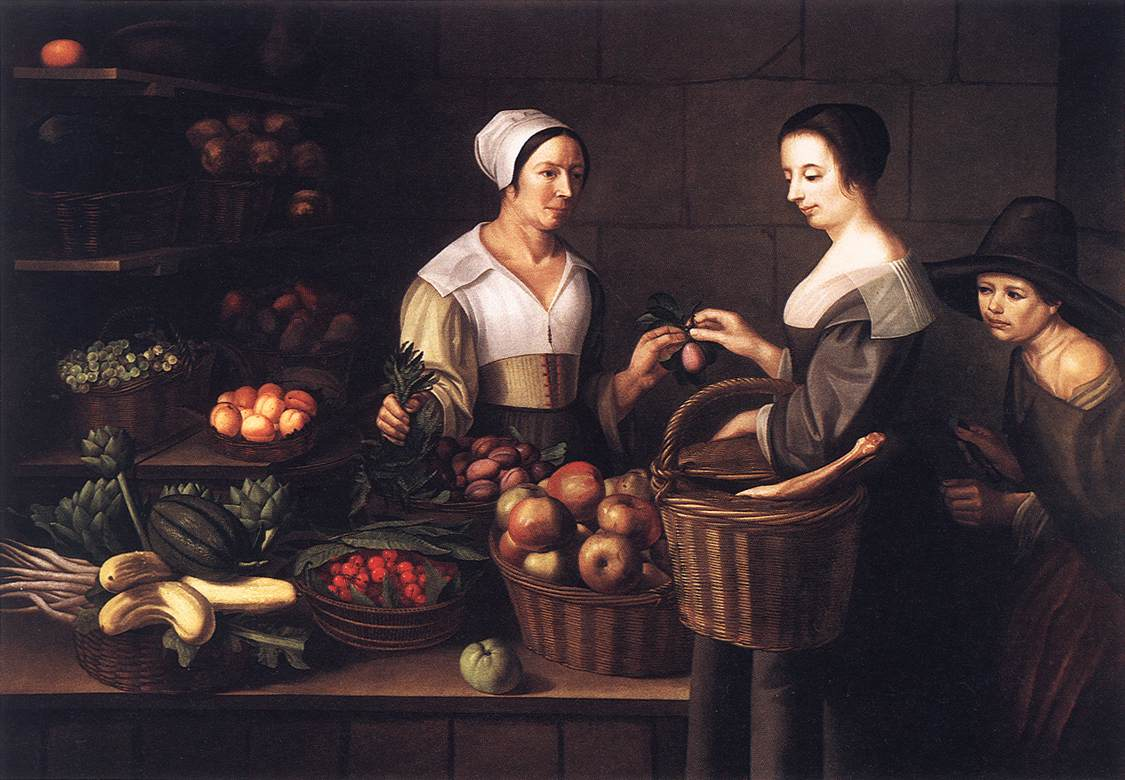
Scène de marché avec pickpocket (n. d.), collection particulière.
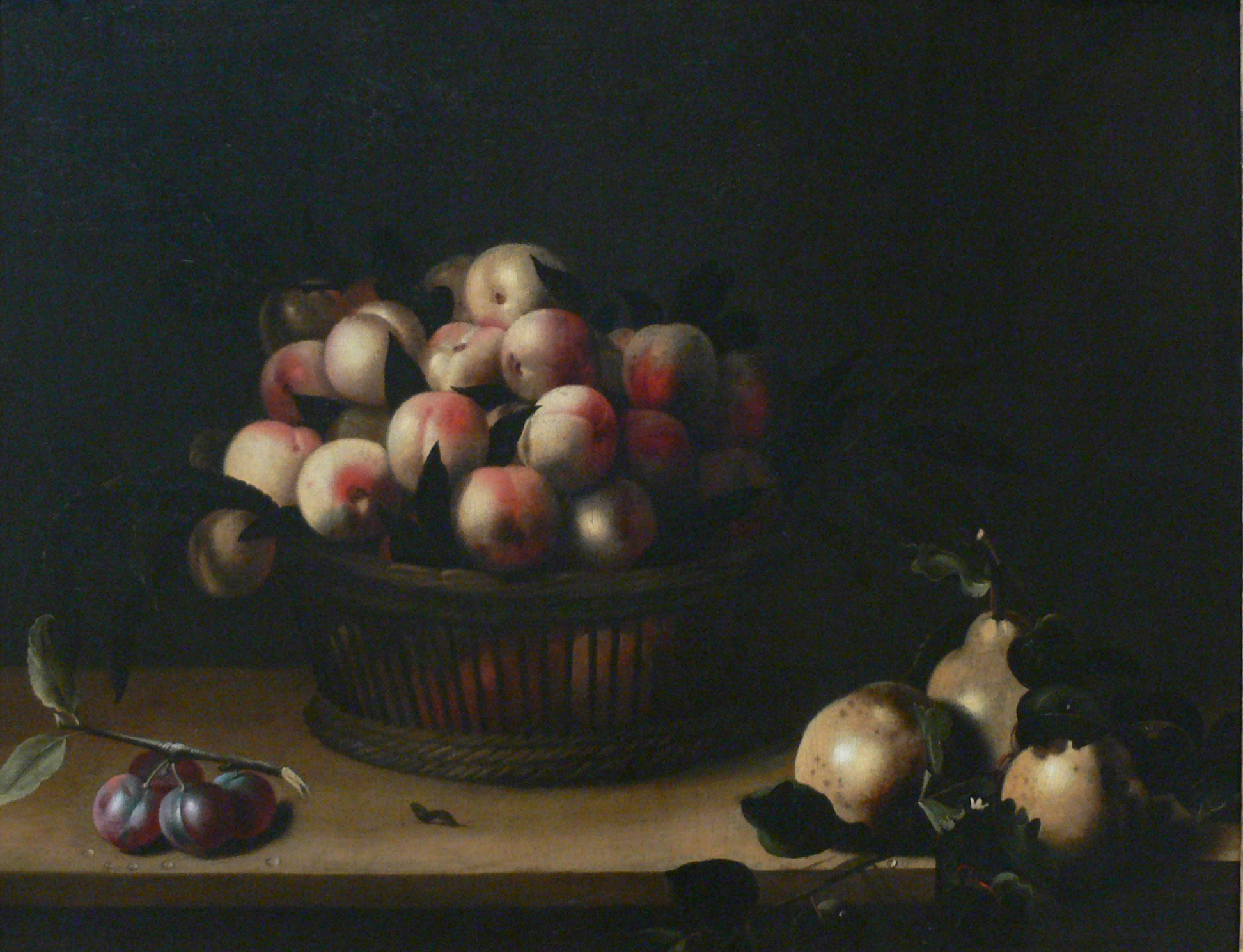
Panier de pêches (n. d.), Los Angeles County Museum of Art.
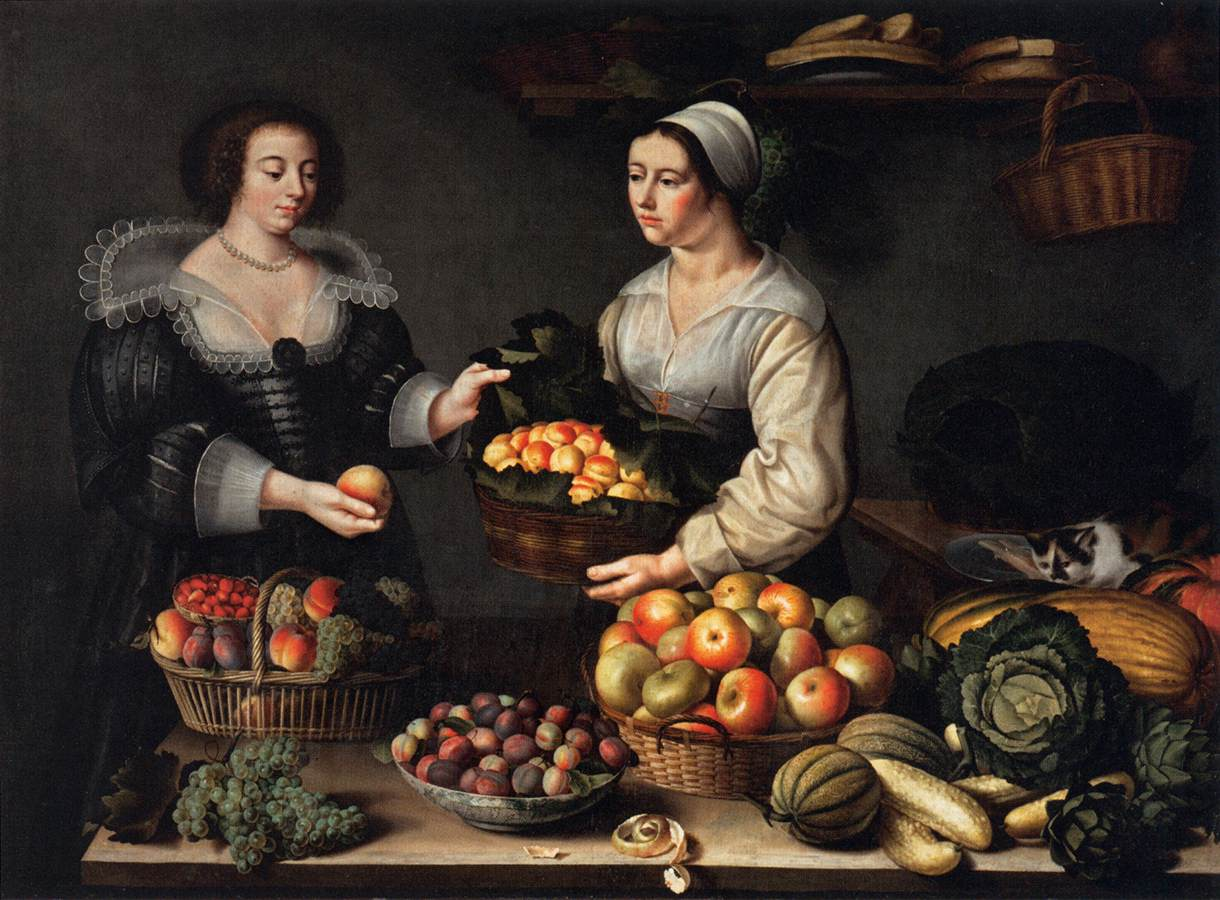
La Marchande de fruits et légumes (1630), musée du Louvre, Paris.
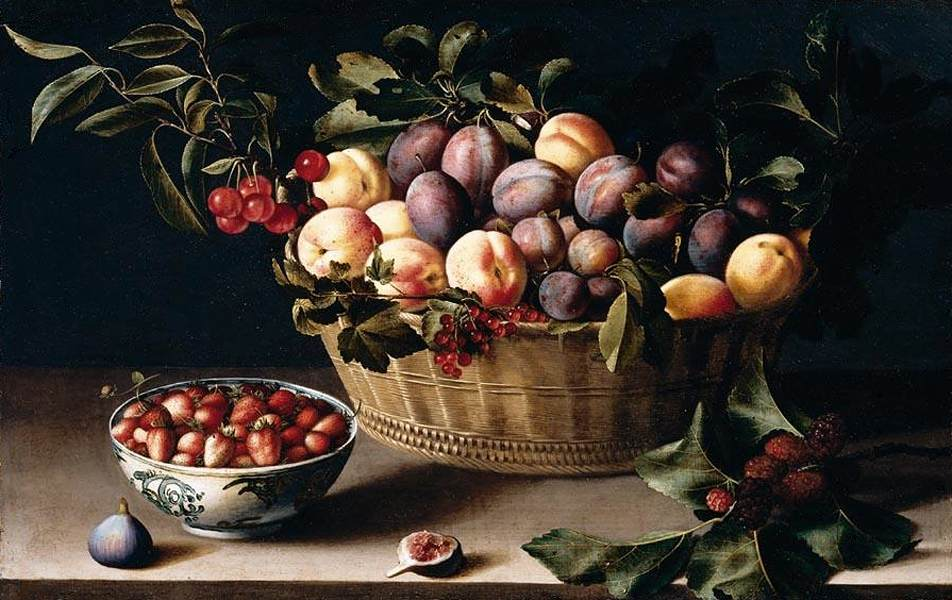
Nature morte avec un panier de fruits (1630), collection particulière.
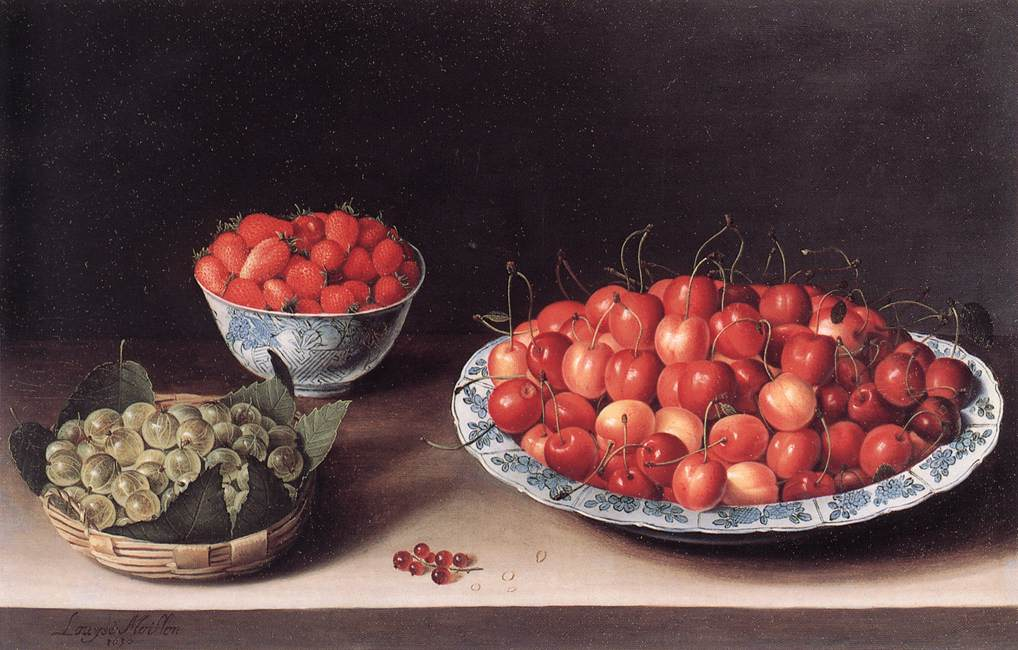
Nature morte aux cerises, fraises et groseilles (1630), Norton Simon Museum.
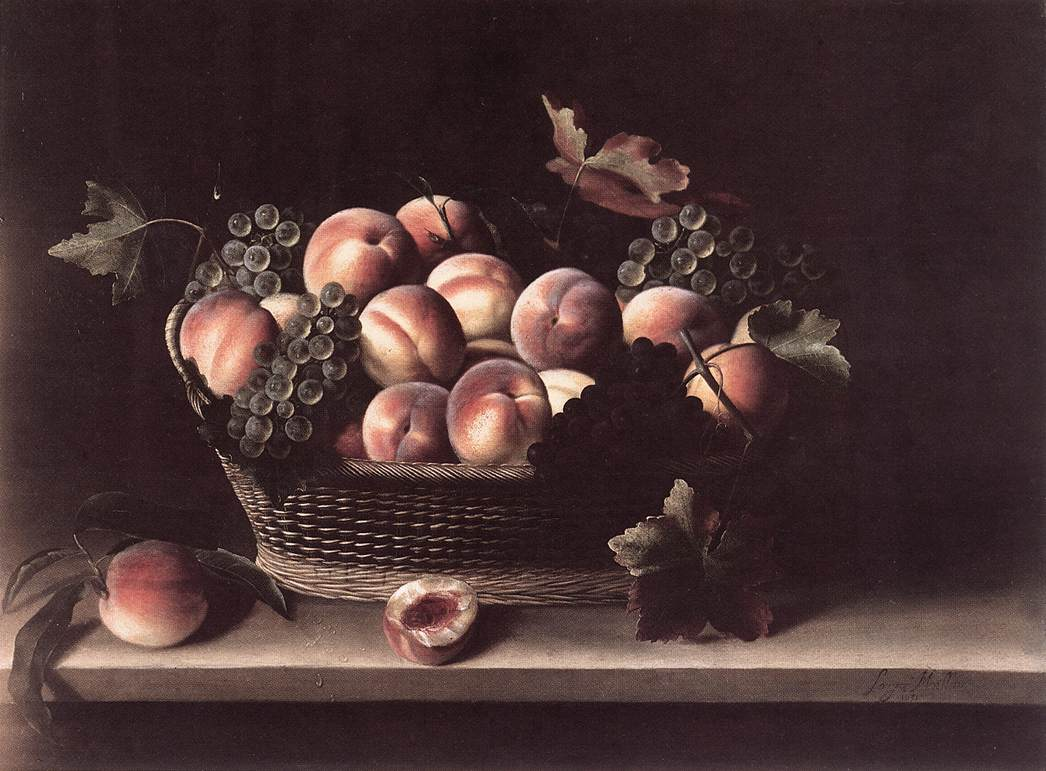
Panier de pêches et raisins (1631), Staatliche Kunsthalle Karlsruhe.
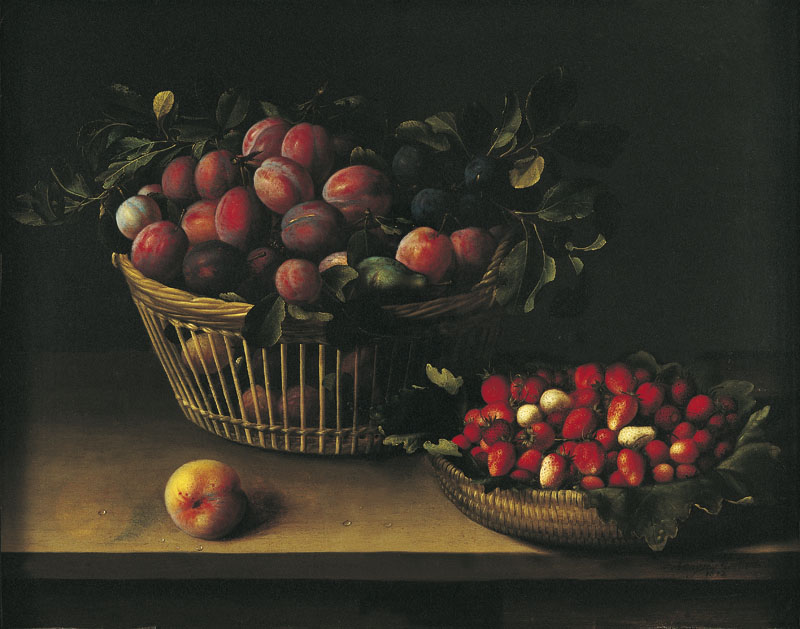
Corbeille de prunes et panier de fraises (1632), musée des Augustins de Toulouse.
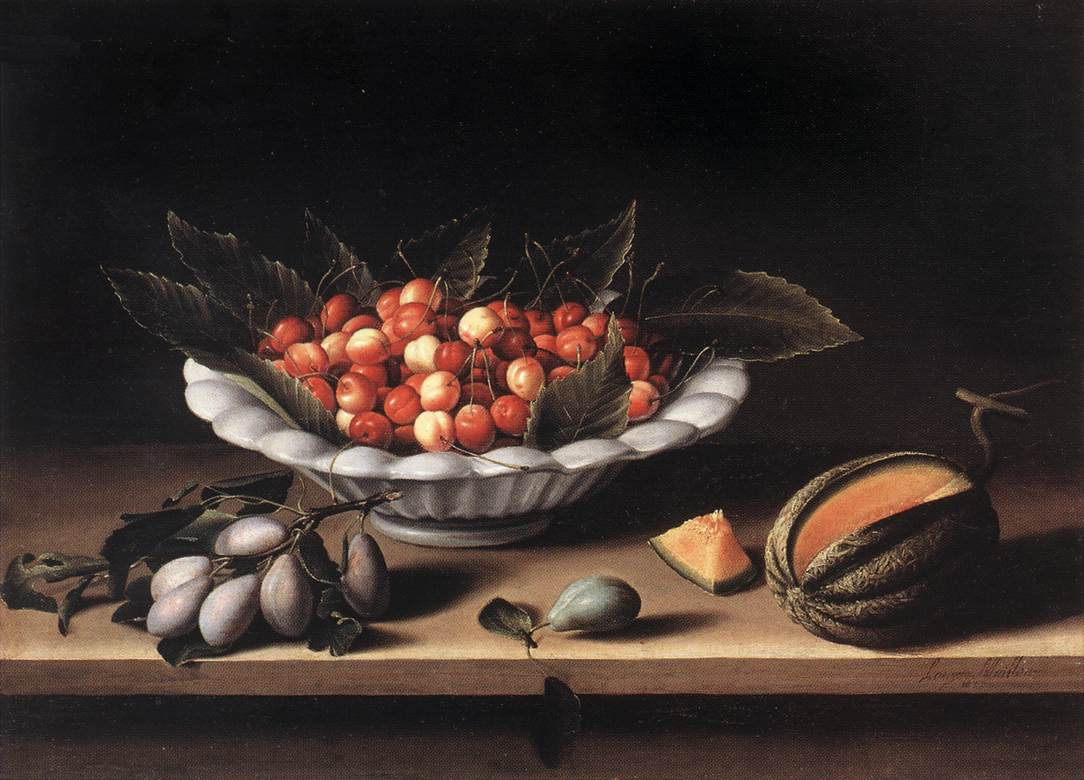
Coupe de cerises avec des prunes et un melon (1633), musée du Louvre, Paris.
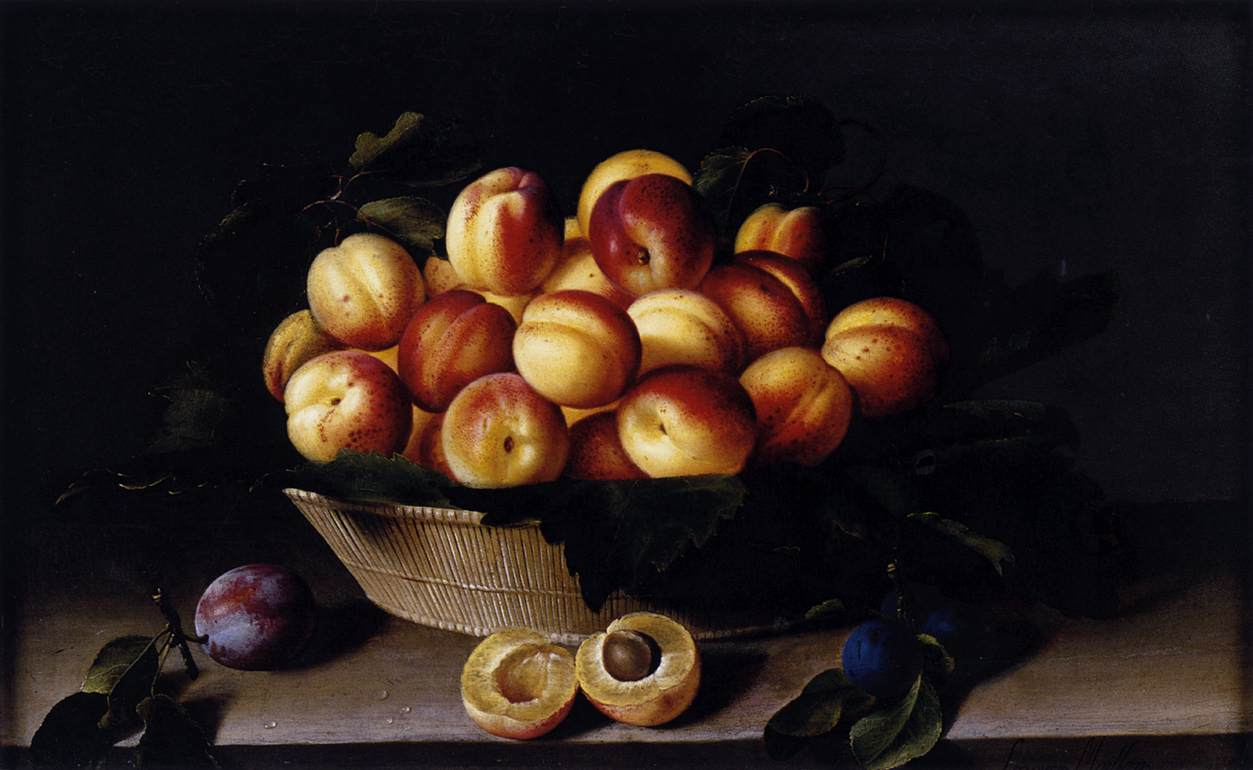
Panier d'abricots (1634), musée du Louvre, Paris.
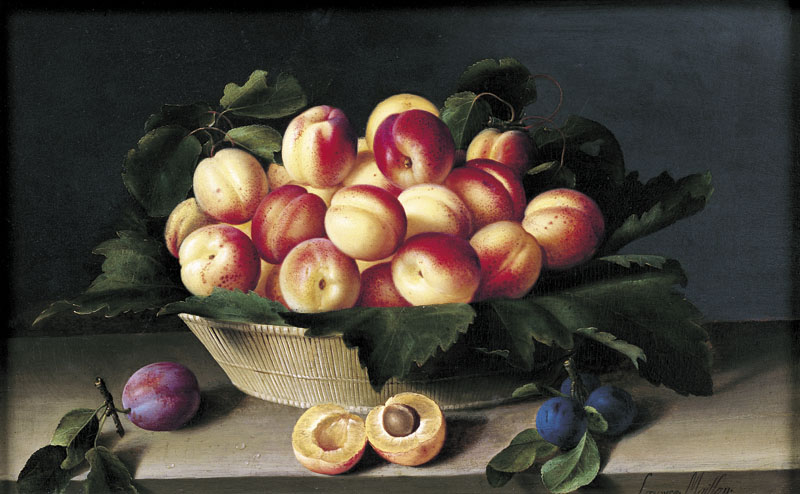
Nature morte aux abricots (1634), musée des Augustins de Toulouse.
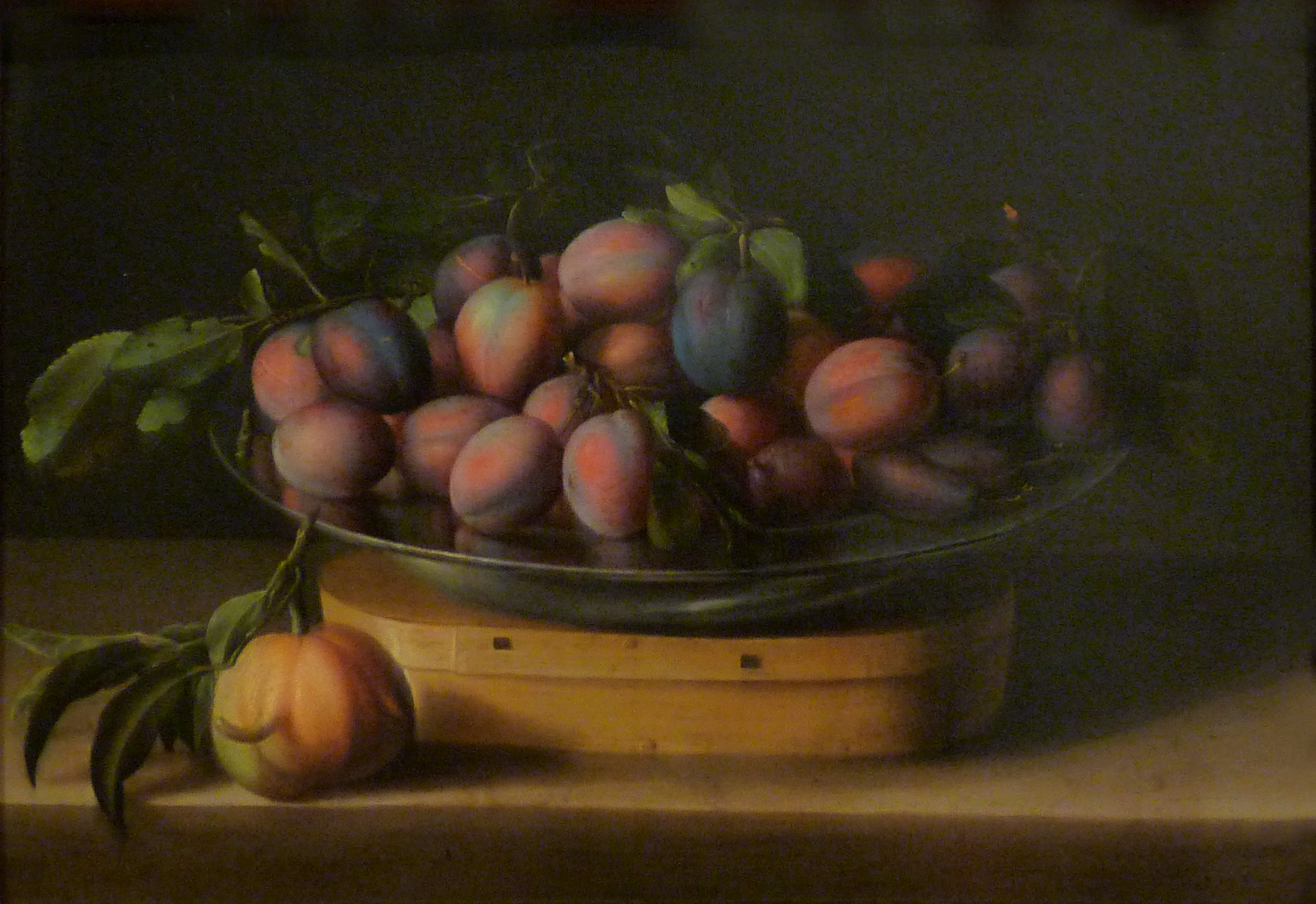
Plat de prunes (1637), musée des Beaux-Arts de Strasbourg.
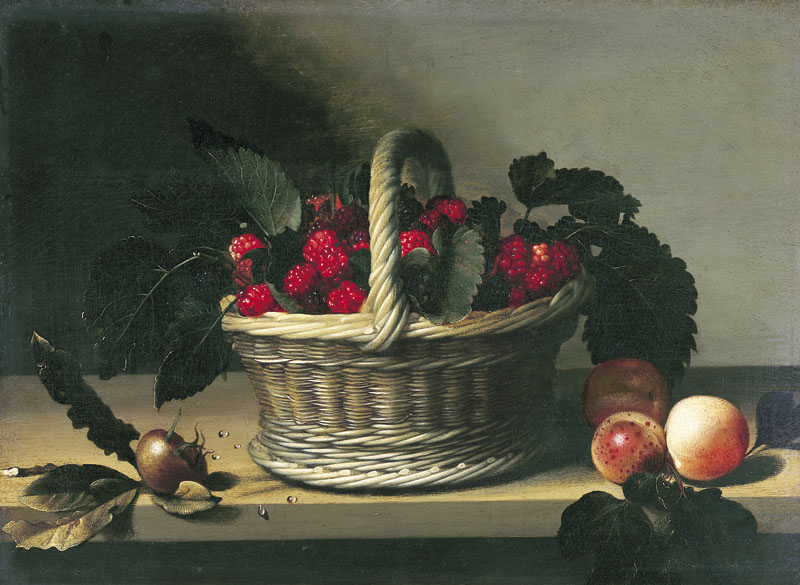
Nature morte aux mûres avec des abricots (1641), musée des Augustins de Toulouse.